# Слюсарчук Степан
Слюсарчук  Степан (16 грудня 1894, Надвірна, Надвірнянський повіт, Станіславівський округ,  Королівство Галичини та Володимирії Австро-Угорщина — 26 серпня 1982, Детройт, США) — поручник УГА, підприємець, меценат.

## Біографія
Народився в Надвірній на Прикарпатті. Навчався в гімнназіях м. Станиславів, протягом 1910-14 років в Коломиї.
Під час Першої світової війни мобілізований до австро-угорської армії, воював на Східному фронті, отримав офіцерське звання. З листопада 1918 року в українській армії, у званні поручника командував 8-ю сотнею 3-го куреня 8-ї Самбірської бригади УГА. Сотня відзначилася в червні 1919р. у боях біля Нижнева за здобуття у поляків мостового причілка на р. Дністер. За цей бій був поданий командиром бригади К. Гофманом до нагородження спеціальною відзнакою. У складі бригади перейшов р. Збруч, брав участь у наступі на Київ. 30 серпня 1919р. сотня Слюсарчука зайняла Києво-Печерську лавру й узяла під охорону залізничний міст через р. Дніпро. Вранці 31 серпня 1919р намагався завадити просуванню мостом денікінських офіцерів, але наказу відкрити вогонь не отримав. Разом з вояками сотні потрапив у білогвардійський полон, упродовж місяця перебував у таборі Дарниця. 10 вересня 1919 року завдяки допомозі повстанців отамана Зеленого, разом зі 184 вояками втік із полону, повернувся до УГА. Навесні 1920 року потрапив у польський полон.
3 1921р. проживав у м. Станиславів, займався підприємницькою і кооперативною діяльністю. Заснував друкарню, у якій друкували українську періодику й літературу. Підтримав ідею підготовки й видання «Української загальної енциклопедії» (УЗЕ), був обраний технічним редактором Видавничого комітету УЗЕ, пожертвував на видання 1000 доларів, забезпечив друк примірників у своїй друкарні. Став одним із засновників і керівників Союзу українських купців і промисловців (1926), директор Окружного союзу кооперативів Станиславова, з 1934p;— директор відділення купецько-ремісничого товариства «Зоря», з 1935p;— одним з трьох директорів Станиславівської філії Українбанку. Провадив активну громадську й меценатську діяльність, був членом ревізійної комісії управи Українського народного театру ім. І. Тобілевича, фінансово підтримував українські національно— культурні товариства міста.
Після встановлення радянської влади 1939 році зумів виїхати на 3ахід. Протягом тривалого часу проживав і працював у Німеччині, де заснував власну друкарню, у якій видавали українську літературуру. Згодом перебрався до США, поселився з родиною в м. Детройт (шт. Мічиган), підтримував зв'язки з українськими товариствами. Увійшов до складу ЦК Станиславівщини, що готував видавництво «Альманах Станиславівської землі» (1975, 1985).
Похований у м. Детройт. Похований на українському православному цвинтарі Св. Андрія м. Саут-Баунд-Брук (шт. Нью-Джерсі, США).